# Herb gminy Wysokie
Herb gminy Wysokie – jeden z symboli gminy Wysokie, autorstwa Henryka Seroki, ustanowiony 30 stycznia 2017.

## Wygląd i symbolika
Herb przedstawia na tarczy w polu srebrnym mur czerwony blankowany z bramą bez podwoi oraz wieżą blankowaną powyżej, na której pośrodku widnieje tarcza srebrna. Herb odwołuje się do herbu Janina założycieli miasta Wysokie i jego właścicieli, a także do dawnego zamku w Wysokiem. Nad miastem górował dawnej zamek wzniesiony przez Kaszowskich, wzmiankowany w XVI-XVII w., być może pełniący także funkcję siedziby władz miasta.